# Costantino Patrizi Naro
Costantino Patrizi Naro (ur. 4 września 1798 w Sienie, zm. 17 grudnia 1876 w Rzymie) – włoski duchowny, kardynał.

## Życiorys
Był tytularnym arcybiskupem Filippi od grudnia 1828, nuncjuszem apostolskim w Toskanii 1829–1832, następnie prefektem Pałacu Apostolskiego. Mianowany kardynałem prezbiterem San Silvestro in Capite przez Grzegorza XVI w 1834. Pełnił wiele stanowisk w kurii rzymskiej, był prefektem Kongregacji ds. Biskupów i Zakonów (1839–1841) i Kongregacji ds. Obrzędów (od 1854), wikariuszem papieskim dla diecezji rzymskiej (od 1841), archiprezbiterem Bazylik Liberiańskiej (1845–1867) i Laterańskiej (od 1867), sekretarzem Świętego Oficjum (od 1860). Z czasem wzrastała jego ranga w Kolegium Kardynalskim – w 1849 został kardynałem-biskupem Albano, w 1860 przeszedł do diecezji Porto e Santa Rufina (jako subdziekan Świętego Kolegium), a w październiku 1870 – do diecezji Ostia e Velletri (jako dziekan Kolegium Kardynalskiego). Zmarł w Rzymie.